# 桓因
桓因即朝鮮神話中的帝释天，別名释提桓因，其原型来源于佛教神话中的释迦提婆因提。梵音Śakro devānām indraḥ，又曰帝，印度教中的即能天主。
汉传佛教用语中桓因是“释提桓因之略，帝释天也”，而且释提桓因可 “略称释帝与帝释”，源自佛典《法华经》，故事来自《观佛三昧海经》、《华严经》等佛经中屡屡出现“牛头旃檀”，还出现“天王”、“符印”等宗教用语。可见它是僧人创作，由一然形诸于笔。据《三国史记·高句丽本纪·小兽林王本纪》：372年、“前秦苻坚遣使及浮屠顺道送佛像、经文”，374年“僧阿道来”，375年小兽林王“始创肖门寺，以置顺道。又创伊佛兰寺，以置阿道。此海东佛法之始”。一般认为朝鲜半岛有佛教始于372年，因而这则神话不可能出现于公元4世纪以前。